# King's Gambit, Rice Gambit
Den här artikeln använder algebraisk schacknotation för att beskriva schackdragen.
|   | a | b | c | d | e | f | g | h |   |
| 8 | a8 svart torn · b8 svart springare · c8 svart löpare · d8 svart drottning · e8 svart kung · h8 svart torn · a7 svart bonde · b7 svart bonde · c7 svart bonde · f7 svart bonde · h7 svart bonde · d6 svart löpare · f6 svart springare · d5 vit bonde · e5 vit springare · c4 vit löpare · f4 svart bonde · g4 svart bonde · h4 vit bonde · a2 vit bonde · b2 vit bonde · c2 vit bonde · d2 vit bonde · g2 vit bonde · a1 vit torn · b1 vit springare · c1 vit löpare · d1 vit drottning · f1 vit torn · g1 vit kung | a8 svart torn · b8 svart springare · c8 svart löpare · d8 svart drottning · e8 svart kung · h8 svart torn · a7 svart bonde · b7 svart bonde · c7 svart bonde · f7 svart bonde · h7 svart bonde · d6 svart löpare · f6 svart springare · d5 vit bonde · e5 vit springare · c4 vit löpare · f4 svart bonde · g4 svart bonde · h4 vit bonde · a2 vit bonde · b2 vit bonde · c2 vit bonde · d2 vit bonde · g2 vit bonde · a1 vit torn · b1 vit springare · c1 vit löpare · d1 vit drottning · f1 vit torn · g1 vit kung | a8 svart torn · b8 svart springare · c8 svart löpare · d8 svart drottning · e8 svart kung · h8 svart torn · a7 svart bonde · b7 svart bonde · c7 svart bonde · f7 svart bonde · h7 svart bonde · d6 svart löpare · f6 svart springare · d5 vit bonde · e5 vit springare · c4 vit löpare · f4 svart bonde · g4 svart bonde · h4 vit bonde · a2 vit bonde · b2 vit bonde · c2 vit bonde · d2 vit bonde · g2 vit bonde · a1 vit torn · b1 vit springare · c1 vit löpare · d1 vit drottning · f1 vit torn · g1 vit kung | a8 svart torn · b8 svart springare · c8 svart löpare · d8 svart drottning · e8 svart kung · h8 svart torn · a7 svart bonde · b7 svart bonde · c7 svart bonde · f7 svart bonde · h7 svart bonde · d6 svart löpare · f6 svart springare · d5 vit bonde · e5 vit springare · c4 vit löpare · f4 svart bonde · g4 svart bonde · h4 vit bonde · a2 vit bonde · b2 vit bonde · c2 vit bonde · d2 vit bonde · g2 vit bonde · a1 vit torn · b1 vit springare · c1 vit löpare · d1 vit drottning · f1 vit torn · g1 vit kung | a8 svart torn · b8 svart springare · c8 svart löpare · d8 svart drottning · e8 svart kung · h8 svart torn · a7 svart bonde · b7 svart bonde · c7 svart bonde · f7 svart bonde · h7 svart bonde · d6 svart löpare · f6 svart springare · d5 vit bonde · e5 vit springare · c4 vit löpare · f4 svart bonde · g4 svart bonde · h4 vit bonde · a2 vit bonde · b2 vit bonde · c2 vit bonde · d2 vit bonde · g2 vit bonde · a1 vit torn · b1 vit springare · c1 vit löpare · d1 vit drottning · f1 vit torn · g1 vit kung | a8 svart torn · b8 svart springare · c8 svart löpare · d8 svart drottning · e8 svart kung · h8 svart torn · a7 svart bonde · b7 svart bonde · c7 svart bonde · f7 svart bonde · h7 svart bonde · d6 svart löpare · f6 svart springare · d5 vit bonde · e5 vit springare · c4 vit löpare · f4 svart bonde · g4 svart bonde · h4 vit bonde · a2 vit bonde · b2 vit bonde · c2 vit bonde · d2 vit bonde · g2 vit bonde · a1 vit torn · b1 vit springare · c1 vit löpare · d1 vit drottning · f1 vit torn · g1 vit kung | a8 svart torn · b8 svart springare · c8 svart löpare · d8 svart drottning · e8 svart kung · h8 svart torn · a7 svart bonde · b7 svart bonde · c7 svart bonde · f7 svart bonde · h7 svart bonde · d6 svart löpare · f6 svart springare · d5 vit bonde · e5 vit springare · c4 vit löpare · f4 svart bonde · g4 svart bonde · h4 vit bonde · a2 vit bonde · b2 vit bonde · c2 vit bonde · d2 vit bonde · g2 vit bonde · a1 vit torn · b1 vit springare · c1 vit löpare · d1 vit drottning · f1 vit torn · g1 vit kung | a8 svart torn · b8 svart springare · c8 svart löpare · d8 svart drottning · e8 svart kung · h8 svart torn · a7 svart bonde · b7 svart bonde · c7 svart bonde · f7 svart bonde · h7 svart bonde · d6 svart löpare · f6 svart springare · d5 vit bonde · e5 vit springare · c4 vit löpare · f4 svart bonde · g4 svart bonde · h4 vit bonde · a2 vit bonde · b2 vit bonde · c2 vit bonde · d2 vit bonde · g2 vit bonde · a1 vit torn · b1 vit springare · c1 vit löpare · d1 vit drottning · f1 vit torn · g1 vit kung | 8 |
| 7 | a8 svart torn · b8 svart springare · c8 svart löpare · d8 svart drottning · e8 svart kung · h8 svart torn · a7 svart bonde · b7 svart bonde · c7 svart bonde · f7 svart bonde · h7 svart bonde · d6 svart löpare · f6 svart springare · d5 vit bonde · e5 vit springare · c4 vit löpare · f4 svart bonde · g4 svart bonde · h4 vit bonde · a2 vit bonde · b2 vit bonde · c2 vit bonde · d2 vit bonde · g2 vit bonde · a1 vit torn · b1 vit springare · c1 vit löpare · d1 vit drottning · f1 vit torn · g1 vit kung | a8 svart torn · b8 svart springare · c8 svart löpare · d8 svart drottning · e8 svart kung · h8 svart torn · a7 svart bonde · b7 svart bonde · c7 svart bonde · f7 svart bonde · h7 svart bonde · d6 svart löpare · f6 svart springare · d5 vit bonde · e5 vit springare · c4 vit löpare · f4 svart bonde · g4 svart bonde · h4 vit bonde · a2 vit bonde · b2 vit bonde · c2 vit bonde · d2 vit bonde · g2 vit bonde · a1 vit torn · b1 vit springare · c1 vit löpare · d1 vit drottning · f1 vit torn · g1 vit kung | a8 svart torn · b8 svart springare · c8 svart löpare · d8 svart drottning · e8 svart kung · h8 svart torn · a7 svart bonde · b7 svart bonde · c7 svart bonde · f7 svart bonde · h7 svart bonde · d6 svart löpare · f6 svart springare · d5 vit bonde · e5 vit springare · c4 vit löpare · f4 svart bonde · g4 svart bonde · h4 vit bonde · a2 vit bonde · b2 vit bonde · c2 vit bonde · d2 vit bonde · g2 vit bonde · a1 vit torn · b1 vit springare · c1 vit löpare · d1 vit drottning · f1 vit torn · g1 vit kung | a8 svart torn · b8 svart springare · c8 svart löpare · d8 svart drottning · e8 svart kung · h8 svart torn · a7 svart bonde · b7 svart bonde · c7 svart bonde · f7 svart bonde · h7 svart bonde · d6 svart löpare · f6 svart springare · d5 vit bonde · e5 vit springare · c4 vit löpare · f4 svart bonde · g4 svart bonde · h4 vit bonde · a2 vit bonde · b2 vit bonde · c2 vit bonde · d2 vit bonde · g2 vit bonde · a1 vit torn · b1 vit springare · c1 vit löpare · d1 vit drottning · f1 vit torn · g1 vit kung | a8 svart torn · b8 svart springare · c8 svart löpare · d8 svart drottning · e8 svart kung · h8 svart torn · a7 svart bonde · b7 svart bonde · c7 svart bonde · f7 svart bonde · h7 svart bonde · d6 svart löpare · f6 svart springare · d5 vit bonde · e5 vit springare · c4 vit löpare · f4 svart bonde · g4 svart bonde · h4 vit bonde · a2 vit bonde · b2 vit bonde · c2 vit bonde · d2 vit bonde · g2 vit bonde · a1 vit torn · b1 vit springare · c1 vit löpare · d1 vit drottning · f1 vit torn · g1 vit kung | a8 svart torn · b8 svart springare · c8 svart löpare · d8 svart drottning · e8 svart kung · h8 svart torn · a7 svart bonde · b7 svart bonde · c7 svart bonde · f7 svart bonde · h7 svart bonde · d6 svart löpare · f6 svart springare · d5 vit bonde · e5 vit springare · c4 vit löpare · f4 svart bonde · g4 svart bonde · h4 vit bonde · a2 vit bonde · b2 vit bonde · c2 vit bonde · d2 vit bonde · g2 vit bonde · a1 vit torn · b1 vit springare · c1 vit löpare · d1 vit drottning · f1 vit torn · g1 vit kung | a8 svart torn · b8 svart springare · c8 svart löpare · d8 svart drottning · e8 svart kung · h8 svart torn · a7 svart bonde · b7 svart bonde · c7 svart bonde · f7 svart bonde · h7 svart bonde · d6 svart löpare · f6 svart springare · d5 vit bonde · e5 vit springare · c4 vit löpare · f4 svart bonde · g4 svart bonde · h4 vit bonde · a2 vit bonde · b2 vit bonde · c2 vit bonde · d2 vit bonde · g2 vit bonde · a1 vit torn · b1 vit springare · c1 vit löpare · d1 vit drottning · f1 vit torn · g1 vit kung | a8 svart torn · b8 svart springare · c8 svart löpare · d8 svart drottning · e8 svart kung · h8 svart torn · a7 svart bonde · b7 svart bonde · c7 svart bonde · f7 svart bonde · h7 svart bonde · d6 svart löpare · f6 svart springare · d5 vit bonde · e5 vit springare · c4 vit löpare · f4 svart bonde · g4 svart bonde · h4 vit bonde · a2 vit bonde · b2 vit bonde · c2 vit bonde · d2 vit bonde · g2 vit bonde · a1 vit torn · b1 vit springare · c1 vit löpare · d1 vit drottning · f1 vit torn · g1 vit kung | 7 |
| 6 | a8 svart torn · b8 svart springare · c8 svart löpare · d8 svart drottning · e8 svart kung · h8 svart torn · a7 svart bonde · b7 svart bonde · c7 svart bonde · f7 svart bonde · h7 svart bonde · d6 svart löpare · f6 svart springare · d5 vit bonde · e5 vit springare · c4 vit löpare · f4 svart bonde · g4 svart bonde · h4 vit bonde · a2 vit bonde · b2 vit bonde · c2 vit bonde · d2 vit bonde · g2 vit bonde · a1 vit torn · b1 vit springare · c1 vit löpare · d1 vit drottning · f1 vit torn · g1 vit kung | a8 svart torn · b8 svart springare · c8 svart löpare · d8 svart drottning · e8 svart kung · h8 svart torn · a7 svart bonde · b7 svart bonde · c7 svart bonde · f7 svart bonde · h7 svart bonde · d6 svart löpare · f6 svart springare · d5 vit bonde · e5 vit springare · c4 vit löpare · f4 svart bonde · g4 svart bonde · h4 vit bonde · a2 vit bonde · b2 vit bonde · c2 vit bonde · d2 vit bonde · g2 vit bonde · a1 vit torn · b1 vit springare · c1 vit löpare · d1 vit drottning · f1 vit torn · g1 vit kung | a8 svart torn · b8 svart springare · c8 svart löpare · d8 svart drottning · e8 svart kung · h8 svart torn · a7 svart bonde · b7 svart bonde · c7 svart bonde · f7 svart bonde · h7 svart bonde · d6 svart löpare · f6 svart springare · d5 vit bonde · e5 vit springare · c4 vit löpare · f4 svart bonde · g4 svart bonde · h4 vit bonde · a2 vit bonde · b2 vit bonde · c2 vit bonde · d2 vit bonde · g2 vit bonde · a1 vit torn · b1 vit springare · c1 vit löpare · d1 vit drottning · f1 vit torn · g1 vit kung | a8 svart torn · b8 svart springare · c8 svart löpare · d8 svart drottning · e8 svart kung · h8 svart torn · a7 svart bonde · b7 svart bonde · c7 svart bonde · f7 svart bonde · h7 svart bonde · d6 svart löpare · f6 svart springare · d5 vit bonde · e5 vit springare · c4 vit löpare · f4 svart bonde · g4 svart bonde · h4 vit bonde · a2 vit bonde · b2 vit bonde · c2 vit bonde · d2 vit bonde · g2 vit bonde · a1 vit torn · b1 vit springare · c1 vit löpare · d1 vit drottning · f1 vit torn · g1 vit kung | a8 svart torn · b8 svart springare · c8 svart löpare · d8 svart drottning · e8 svart kung · h8 svart torn · a7 svart bonde · b7 svart bonde · c7 svart bonde · f7 svart bonde · h7 svart bonde · d6 svart löpare · f6 svart springare · d5 vit bonde · e5 vit springare · c4 vit löpare · f4 svart bonde · g4 svart bonde · h4 vit bonde · a2 vit bonde · b2 vit bonde · c2 vit bonde · d2 vit bonde · g2 vit bonde · a1 vit torn · b1 vit springare · c1 vit löpare · d1 vit drottning · f1 vit torn · g1 vit kung | a8 svart torn · b8 svart springare · c8 svart löpare · d8 svart drottning · e8 svart kung · h8 svart torn · a7 svart bonde · b7 svart bonde · c7 svart bonde · f7 svart bonde · h7 svart bonde · d6 svart löpare · f6 svart springare · d5 vit bonde · e5 vit springare · c4 vit löpare · f4 svart bonde · g4 svart bonde · h4 vit bonde · a2 vit bonde · b2 vit bonde · c2 vit bonde · d2 vit bonde · g2 vit bonde · a1 vit torn · b1 vit springare · c1 vit löpare · d1 vit drottning · f1 vit torn · g1 vit kung | a8 svart torn · b8 svart springare · c8 svart löpare · d8 svart drottning · e8 svart kung · h8 svart torn · a7 svart bonde · b7 svart bonde · c7 svart bonde · f7 svart bonde · h7 svart bonde · d6 svart löpare · f6 svart springare · d5 vit bonde · e5 vit springare · c4 vit löpare · f4 svart bonde · g4 svart bonde · h4 vit bonde · a2 vit bonde · b2 vit bonde · c2 vit bonde · d2 vit bonde · g2 vit bonde · a1 vit torn · b1 vit springare · c1 vit löpare · d1 vit drottning · f1 vit torn · g1 vit kung | a8 svart torn · b8 svart springare · c8 svart löpare · d8 svart drottning · e8 svart kung · h8 svart torn · a7 svart bonde · b7 svart bonde · c7 svart bonde · f7 svart bonde · h7 svart bonde · d6 svart löpare · f6 svart springare · d5 vit bonde · e5 vit springare · c4 vit löpare · f4 svart bonde · g4 svart bonde · h4 vit bonde · a2 vit bonde · b2 vit bonde · c2 vit bonde · d2 vit bonde · g2 vit bonde · a1 vit torn · b1 vit springare · c1 vit löpare · d1 vit drottning · f1 vit torn · g1 vit kung | 6 |
| 5 | a8 svart torn · b8 svart springare · c8 svart löpare · d8 svart drottning · e8 svart kung · h8 svart torn · a7 svart bonde · b7 svart bonde · c7 svart bonde · f7 svart bonde · h7 svart bonde · d6 svart löpare · f6 svart springare · d5 vit bonde · e5 vit springare · c4 vit löpare · f4 svart bonde · g4 svart bonde · h4 vit bonde · a2 vit bonde · b2 vit bonde · c2 vit bonde · d2 vit bonde · g2 vit bonde · a1 vit torn · b1 vit springare · c1 vit löpare · d1 vit drottning · f1 vit torn · g1 vit kung | a8 svart torn · b8 svart springare · c8 svart löpare · d8 svart drottning · e8 svart kung · h8 svart torn · a7 svart bonde · b7 svart bonde · c7 svart bonde · f7 svart bonde · h7 svart bonde · d6 svart löpare · f6 svart springare · d5 vit bonde · e5 vit springare · c4 vit löpare · f4 svart bonde · g4 svart bonde · h4 vit bonde · a2 vit bonde · b2 vit bonde · c2 vit bonde · d2 vit bonde · g2 vit bonde · a1 vit torn · b1 vit springare · c1 vit löpare · d1 vit drottning · f1 vit torn · g1 vit kung | a8 svart torn · b8 svart springare · c8 svart löpare · d8 svart drottning · e8 svart kung · h8 svart torn · a7 svart bonde · b7 svart bonde · c7 svart bonde · f7 svart bonde · h7 svart bonde · d6 svart löpare · f6 svart springare · d5 vit bonde · e5 vit springare · c4 vit löpare · f4 svart bonde · g4 svart bonde · h4 vit bonde · a2 vit bonde · b2 vit bonde · c2 vit bonde · d2 vit bonde · g2 vit bonde · a1 vit torn · b1 vit springare · c1 vit löpare · d1 vit drottning · f1 vit torn · g1 vit kung | a8 svart torn · b8 svart springare · c8 svart löpare · d8 svart drottning · e8 svart kung · h8 svart torn · a7 svart bonde · b7 svart bonde · c7 svart bonde · f7 svart bonde · h7 svart bonde · d6 svart löpare · f6 svart springare · d5 vit bonde · e5 vit springare · c4 vit löpare · f4 svart bonde · g4 svart bonde · h4 vit bonde · a2 vit bonde · b2 vit bonde · c2 vit bonde · d2 vit bonde · g2 vit bonde · a1 vit torn · b1 vit springare · c1 vit löpare · d1 vit drottning · f1 vit torn · g1 vit kung | a8 svart torn · b8 svart springare · c8 svart löpare · d8 svart drottning · e8 svart kung · h8 svart torn · a7 svart bonde · b7 svart bonde · c7 svart bonde · f7 svart bonde · h7 svart bonde · d6 svart löpare · f6 svart springare · d5 vit bonde · e5 vit springare · c4 vit löpare · f4 svart bonde · g4 svart bonde · h4 vit bonde · a2 vit bonde · b2 vit bonde · c2 vit bonde · d2 vit bonde · g2 vit bonde · a1 vit torn · b1 vit springare · c1 vit löpare · d1 vit drottning · f1 vit torn · g1 vit kung | a8 svart torn · b8 svart springare · c8 svart löpare · d8 svart drottning · e8 svart kung · h8 svart torn · a7 svart bonde · b7 svart bonde · c7 svart bonde · f7 svart bonde · h7 svart bonde · d6 svart löpare · f6 svart springare · d5 vit bonde · e5 vit springare · c4 vit löpare · f4 svart bonde · g4 svart bonde · h4 vit bonde · a2 vit bonde · b2 vit bonde · c2 vit bonde · d2 vit bonde · g2 vit bonde · a1 vit torn · b1 vit springare · c1 vit löpare · d1 vit drottning · f1 vit torn · g1 vit kung | a8 svart torn · b8 svart springare · c8 svart löpare · d8 svart drottning · e8 svart kung · h8 svart torn · a7 svart bonde · b7 svart bonde · c7 svart bonde · f7 svart bonde · h7 svart bonde · d6 svart löpare · f6 svart springare · d5 vit bonde · e5 vit springare · c4 vit löpare · f4 svart bonde · g4 svart bonde · h4 vit bonde · a2 vit bonde · b2 vit bonde · c2 vit bonde · d2 vit bonde · g2 vit bonde · a1 vit torn · b1 vit springare · c1 vit löpare · d1 vit drottning · f1 vit torn · g1 vit kung | a8 svart torn · b8 svart springare · c8 svart löpare · d8 svart drottning · e8 svart kung · h8 svart torn · a7 svart bonde · b7 svart bonde · c7 svart bonde · f7 svart bonde · h7 svart bonde · d6 svart löpare · f6 svart springare · d5 vit bonde · e5 vit springare · c4 vit löpare · f4 svart bonde · g4 svart bonde · h4 vit bonde · a2 vit bonde · b2 vit bonde · c2 vit bonde · d2 vit bonde · g2 vit bonde · a1 vit torn · b1 vit springare · c1 vit löpare · d1 vit drottning · f1 vit torn · g1 vit kung | 5 |
| 4 | a8 svart torn · b8 svart springare · c8 svart löpare · d8 svart drottning · e8 svart kung · h8 svart torn · a7 svart bonde · b7 svart bonde · c7 svart bonde · f7 svart bonde · h7 svart bonde · d6 svart löpare · f6 svart springare · d5 vit bonde · e5 vit springare · c4 vit löpare · f4 svart bonde · g4 svart bonde · h4 vit bonde · a2 vit bonde · b2 vit bonde · c2 vit bonde · d2 vit bonde · g2 vit bonde · a1 vit torn · b1 vit springare · c1 vit löpare · d1 vit drottning · f1 vit torn · g1 vit kung | a8 svart torn · b8 svart springare · c8 svart löpare · d8 svart drottning · e8 svart kung · h8 svart torn · a7 svart bonde · b7 svart bonde · c7 svart bonde · f7 svart bonde · h7 svart bonde · d6 svart löpare · f6 svart springare · d5 vit bonde · e5 vit springare · c4 vit löpare · f4 svart bonde · g4 svart bonde · h4 vit bonde · a2 vit bonde · b2 vit bonde · c2 vit bonde · d2 vit bonde · g2 vit bonde · a1 vit torn · b1 vit springare · c1 vit löpare · d1 vit drottning · f1 vit torn · g1 vit kung | a8 svart torn · b8 svart springare · c8 svart löpare · d8 svart drottning · e8 svart kung · h8 svart torn · a7 svart bonde · b7 svart bonde · c7 svart bonde · f7 svart bonde · h7 svart bonde · d6 svart löpare · f6 svart springare · d5 vit bonde · e5 vit springare · c4 vit löpare · f4 svart bonde · g4 svart bonde · h4 vit bonde · a2 vit bonde · b2 vit bonde · c2 vit bonde · d2 vit bonde · g2 vit bonde · a1 vit torn · b1 vit springare · c1 vit löpare · d1 vit drottning · f1 vit torn · g1 vit kung | a8 svart torn · b8 svart springare · c8 svart löpare · d8 svart drottning · e8 svart kung · h8 svart torn · a7 svart bonde · b7 svart bonde · c7 svart bonde · f7 svart bonde · h7 svart bonde · d6 svart löpare · f6 svart springare · d5 vit bonde · e5 vit springare · c4 vit löpare · f4 svart bonde · g4 svart bonde · h4 vit bonde · a2 vit bonde · b2 vit bonde · c2 vit bonde · d2 vit bonde · g2 vit bonde · a1 vit torn · b1 vit springare · c1 vit löpare · d1 vit drottning · f1 vit torn · g1 vit kung | a8 svart torn · b8 svart springare · c8 svart löpare · d8 svart drottning · e8 svart kung · h8 svart torn · a7 svart bonde · b7 svart bonde · c7 svart bonde · f7 svart bonde · h7 svart bonde · d6 svart löpare · f6 svart springare · d5 vit bonde · e5 vit springare · c4 vit löpare · f4 svart bonde · g4 svart bonde · h4 vit bonde · a2 vit bonde · b2 vit bonde · c2 vit bonde · d2 vit bonde · g2 vit bonde · a1 vit torn · b1 vit springare · c1 vit löpare · d1 vit drottning · f1 vit torn · g1 vit kung | a8 svart torn · b8 svart springare · c8 svart löpare · d8 svart drottning · e8 svart kung · h8 svart torn · a7 svart bonde · b7 svart bonde · c7 svart bonde · f7 svart bonde · h7 svart bonde · d6 svart löpare · f6 svart springare · d5 vit bonde · e5 vit springare · c4 vit löpare · f4 svart bonde · g4 svart bonde · h4 vit bonde · a2 vit bonde · b2 vit bonde · c2 vit bonde · d2 vit bonde · g2 vit bonde · a1 vit torn · b1 vit springare · c1 vit löpare · d1 vit drottning · f1 vit torn · g1 vit kung | a8 svart torn · b8 svart springare · c8 svart löpare · d8 svart drottning · e8 svart kung · h8 svart torn · a7 svart bonde · b7 svart bonde · c7 svart bonde · f7 svart bonde · h7 svart bonde · d6 svart löpare · f6 svart springare · d5 vit bonde · e5 vit springare · c4 vit löpare · f4 svart bonde · g4 svart bonde · h4 vit bonde · a2 vit bonde · b2 vit bonde · c2 vit bonde · d2 vit bonde · g2 vit bonde · a1 vit torn · b1 vit springare · c1 vit löpare · d1 vit drottning · f1 vit torn · g1 vit kung | a8 svart torn · b8 svart springare · c8 svart löpare · d8 svart drottning · e8 svart kung · h8 svart torn · a7 svart bonde · b7 svart bonde · c7 svart bonde · f7 svart bonde · h7 svart bonde · d6 svart löpare · f6 svart springare · d5 vit bonde · e5 vit springare · c4 vit löpare · f4 svart bonde · g4 svart bonde · h4 vit bonde · a2 vit bonde · b2 vit bonde · c2 vit bonde · d2 vit bonde · g2 vit bonde · a1 vit torn · b1 vit springare · c1 vit löpare · d1 vit drottning · f1 vit torn · g1 vit kung | 4 |
| 3 | a8 svart torn · b8 svart springare · c8 svart löpare · d8 svart drottning · e8 svart kung · h8 svart torn · a7 svart bonde · b7 svart bonde · c7 svart bonde · f7 svart bonde · h7 svart bonde · d6 svart löpare · f6 svart springare · d5 vit bonde · e5 vit springare · c4 vit löpare · f4 svart bonde · g4 svart bonde · h4 vit bonde · a2 vit bonde · b2 vit bonde · c2 vit bonde · d2 vit bonde · g2 vit bonde · a1 vit torn · b1 vit springare · c1 vit löpare · d1 vit drottning · f1 vit torn · g1 vit kung | a8 svart torn · b8 svart springare · c8 svart löpare · d8 svart drottning · e8 svart kung · h8 svart torn · a7 svart bonde · b7 svart bonde · c7 svart bonde · f7 svart bonde · h7 svart bonde · d6 svart löpare · f6 svart springare · d5 vit bonde · e5 vit springare · c4 vit löpare · f4 svart bonde · g4 svart bonde · h4 vit bonde · a2 vit bonde · b2 vit bonde · c2 vit bonde · d2 vit bonde · g2 vit bonde · a1 vit torn · b1 vit springare · c1 vit löpare · d1 vit drottning · f1 vit torn · g1 vit kung | a8 svart torn · b8 svart springare · c8 svart löpare · d8 svart drottning · e8 svart kung · h8 svart torn · a7 svart bonde · b7 svart bonde · c7 svart bonde · f7 svart bonde · h7 svart bonde · d6 svart löpare · f6 svart springare · d5 vit bonde · e5 vit springare · c4 vit löpare · f4 svart bonde · g4 svart bonde · h4 vit bonde · a2 vit bonde · b2 vit bonde · c2 vit bonde · d2 vit bonde · g2 vit bonde · a1 vit torn · b1 vit springare · c1 vit löpare · d1 vit drottning · f1 vit torn · g1 vit kung | a8 svart torn · b8 svart springare · c8 svart löpare · d8 svart drottning · e8 svart kung · h8 svart torn · a7 svart bonde · b7 svart bonde · c7 svart bonde · f7 svart bonde · h7 svart bonde · d6 svart löpare · f6 svart springare · d5 vit bonde · e5 vit springare · c4 vit löpare · f4 svart bonde · g4 svart bonde · h4 vit bonde · a2 vit bonde · b2 vit bonde · c2 vit bonde · d2 vit bonde · g2 vit bonde · a1 vit torn · b1 vit springare · c1 vit löpare · d1 vit drottning · f1 vit torn · g1 vit kung | a8 svart torn · b8 svart springare · c8 svart löpare · d8 svart drottning · e8 svart kung · h8 svart torn · a7 svart bonde · b7 svart bonde · c7 svart bonde · f7 svart bonde · h7 svart bonde · d6 svart löpare · f6 svart springare · d5 vit bonde · e5 vit springare · c4 vit löpare · f4 svart bonde · g4 svart bonde · h4 vit bonde · a2 vit bonde · b2 vit bonde · c2 vit bonde · d2 vit bonde · g2 vit bonde · a1 vit torn · b1 vit springare · c1 vit löpare · d1 vit drottning · f1 vit torn · g1 vit kung | a8 svart torn · b8 svart springare · c8 svart löpare · d8 svart drottning · e8 svart kung · h8 svart torn · a7 svart bonde · b7 svart bonde · c7 svart bonde · f7 svart bonde · h7 svart bonde · d6 svart löpare · f6 svart springare · d5 vit bonde · e5 vit springare · c4 vit löpare · f4 svart bonde · g4 svart bonde · h4 vit bonde · a2 vit bonde · b2 vit bonde · c2 vit bonde · d2 vit bonde · g2 vit bonde · a1 vit torn · b1 vit springare · c1 vit löpare · d1 vit drottning · f1 vit torn · g1 vit kung | a8 svart torn · b8 svart springare · c8 svart löpare · d8 svart drottning · e8 svart kung · h8 svart torn · a7 svart bonde · b7 svart bonde · c7 svart bonde · f7 svart bonde · h7 svart bonde · d6 svart löpare · f6 svart springare · d5 vit bonde · e5 vit springare · c4 vit löpare · f4 svart bonde · g4 svart bonde · h4 vit bonde · a2 vit bonde · b2 vit bonde · c2 vit bonde · d2 vit bonde · g2 vit bonde · a1 vit torn · b1 vit springare · c1 vit löpare · d1 vit drottning · f1 vit torn · g1 vit kung | a8 svart torn · b8 svart springare · c8 svart löpare · d8 svart drottning · e8 svart kung · h8 svart torn · a7 svart bonde · b7 svart bonde · c7 svart bonde · f7 svart bonde · h7 svart bonde · d6 svart löpare · f6 svart springare · d5 vit bonde · e5 vit springare · c4 vit löpare · f4 svart bonde · g4 svart bonde · h4 vit bonde · a2 vit bonde · b2 vit bonde · c2 vit bonde · d2 vit bonde · g2 vit bonde · a1 vit torn · b1 vit springare · c1 vit löpare · d1 vit drottning · f1 vit torn · g1 vit kung | 3 |
| 2 | a8 svart torn · b8 svart springare · c8 svart löpare · d8 svart drottning · e8 svart kung · h8 svart torn · a7 svart bonde · b7 svart bonde · c7 svart bonde · f7 svart bonde · h7 svart bonde · d6 svart löpare · f6 svart springare · d5 vit bonde · e5 vit springare · c4 vit löpare · f4 svart bonde · g4 svart bonde · h4 vit bonde · a2 vit bonde · b2 vit bonde · c2 vit bonde · d2 vit bonde · g2 vit bonde · a1 vit torn · b1 vit springare · c1 vit löpare · d1 vit drottning · f1 vit torn · g1 vit kung | a8 svart torn · b8 svart springare · c8 svart löpare · d8 svart drottning · e8 svart kung · h8 svart torn · a7 svart bonde · b7 svart bonde · c7 svart bonde · f7 svart bonde · h7 svart bonde · d6 svart löpare · f6 svart springare · d5 vit bonde · e5 vit springare · c4 vit löpare · f4 svart bonde · g4 svart bonde · h4 vit bonde · a2 vit bonde · b2 vit bonde · c2 vit bonde · d2 vit bonde · g2 vit bonde · a1 vit torn · b1 vit springare · c1 vit löpare · d1 vit drottning · f1 vit torn · g1 vit kung | a8 svart torn · b8 svart springare · c8 svart löpare · d8 svart drottning · e8 svart kung · h8 svart torn · a7 svart bonde · b7 svart bonde · c7 svart bonde · f7 svart bonde · h7 svart bonde · d6 svart löpare · f6 svart springare · d5 vit bonde · e5 vit springare · c4 vit löpare · f4 svart bonde · g4 svart bonde · h4 vit bonde · a2 vit bonde · b2 vit bonde · c2 vit bonde · d2 vit bonde · g2 vit bonde · a1 vit torn · b1 vit springare · c1 vit löpare · d1 vit drottning · f1 vit torn · g1 vit kung | a8 svart torn · b8 svart springare · c8 svart löpare · d8 svart drottning · e8 svart kung · h8 svart torn · a7 svart bonde · b7 svart bonde · c7 svart bonde · f7 svart bonde · h7 svart bonde · d6 svart löpare · f6 svart springare · d5 vit bonde · e5 vit springare · c4 vit löpare · f4 svart bonde · g4 svart bonde · h4 vit bonde · a2 vit bonde · b2 vit bonde · c2 vit bonde · d2 vit bonde · g2 vit bonde · a1 vit torn · b1 vit springare · c1 vit löpare · d1 vit drottning · f1 vit torn · g1 vit kung | a8 svart torn · b8 svart springare · c8 svart löpare · d8 svart drottning · e8 svart kung · h8 svart torn · a7 svart bonde · b7 svart bonde · c7 svart bonde · f7 svart bonde · h7 svart bonde · d6 svart löpare · f6 svart springare · d5 vit bonde · e5 vit springare · c4 vit löpare · f4 svart bonde · g4 svart bonde · h4 vit bonde · a2 vit bonde · b2 vit bonde · c2 vit bonde · d2 vit bonde · g2 vit bonde · a1 vit torn · b1 vit springare · c1 vit löpare · d1 vit drottning · f1 vit torn · g1 vit kung | a8 svart torn · b8 svart springare · c8 svart löpare · d8 svart drottning · e8 svart kung · h8 svart torn · a7 svart bonde · b7 svart bonde · c7 svart bonde · f7 svart bonde · h7 svart bonde · d6 svart löpare · f6 svart springare · d5 vit bonde · e5 vit springare · c4 vit löpare · f4 svart bonde · g4 svart bonde · h4 vit bonde · a2 vit bonde · b2 vit bonde · c2 vit bonde · d2 vit bonde · g2 vit bonde · a1 vit torn · b1 vit springare · c1 vit löpare · d1 vit drottning · f1 vit torn · g1 vit kung | a8 svart torn · b8 svart springare · c8 svart löpare · d8 svart drottning · e8 svart kung · h8 svart torn · a7 svart bonde · b7 svart bonde · c7 svart bonde · f7 svart bonde · h7 svart bonde · d6 svart löpare · f6 svart springare · d5 vit bonde · e5 vit springare · c4 vit löpare · f4 svart bonde · g4 svart bonde · h4 vit bonde · a2 vit bonde · b2 vit bonde · c2 vit bonde · d2 vit bonde · g2 vit bonde · a1 vit torn · b1 vit springare · c1 vit löpare · d1 vit drottning · f1 vit torn · g1 vit kung | a8 svart torn · b8 svart springare · c8 svart löpare · d8 svart drottning · e8 svart kung · h8 svart torn · a7 svart bonde · b7 svart bonde · c7 svart bonde · f7 svart bonde · h7 svart bonde · d6 svart löpare · f6 svart springare · d5 vit bonde · e5 vit springare · c4 vit löpare · f4 svart bonde · g4 svart bonde · h4 vit bonde · a2 vit bonde · b2 vit bonde · c2 vit bonde · d2 vit bonde · g2 vit bonde · a1 vit torn · b1 vit springare · c1 vit löpare · d1 vit drottning · f1 vit torn · g1 vit kung | 2 |
| 1 | a8 svart torn · b8 svart springare · c8 svart löpare · d8 svart drottning · e8 svart kung · h8 svart torn · a7 svart bonde · b7 svart bonde · c7 svart bonde · f7 svart bonde · h7 svart bonde · d6 svart löpare · f6 svart springare · d5 vit bonde · e5 vit springare · c4 vit löpare · f4 svart bonde · g4 svart bonde · h4 vit bonde · a2 vit bonde · b2 vit bonde · c2 vit bonde · d2 vit bonde · g2 vit bonde · a1 vit torn · b1 vit springare · c1 vit löpare · d1 vit drottning · f1 vit torn · g1 vit kung | a8 svart torn · b8 svart springare · c8 svart löpare · d8 svart drottning · e8 svart kung · h8 svart torn · a7 svart bonde · b7 svart bonde · c7 svart bonde · f7 svart bonde · h7 svart bonde · d6 svart löpare · f6 svart springare · d5 vit bonde · e5 vit springare · c4 vit löpare · f4 svart bonde · g4 svart bonde · h4 vit bonde · a2 vit bonde · b2 vit bonde · c2 vit bonde · d2 vit bonde · g2 vit bonde · a1 vit torn · b1 vit springare · c1 vit löpare · d1 vit drottning · f1 vit torn · g1 vit kung | a8 svart torn · b8 svart springare · c8 svart löpare · d8 svart drottning · e8 svart kung · h8 svart torn · a7 svart bonde · b7 svart bonde · c7 svart bonde · f7 svart bonde · h7 svart bonde · d6 svart löpare · f6 svart springare · d5 vit bonde · e5 vit springare · c4 vit löpare · f4 svart bonde · g4 svart bonde · h4 vit bonde · a2 vit bonde · b2 vit bonde · c2 vit bonde · d2 vit bonde · g2 vit bonde · a1 vit torn · b1 vit springare · c1 vit löpare · d1 vit drottning · f1 vit torn · g1 vit kung | a8 svart torn · b8 svart springare · c8 svart löpare · d8 svart drottning · e8 svart kung · h8 svart torn · a7 svart bonde · b7 svart bonde · c7 svart bonde · f7 svart bonde · h7 svart bonde · d6 svart löpare · f6 svart springare · d5 vit bonde · e5 vit springare · c4 vit löpare · f4 svart bonde · g4 svart bonde · h4 vit bonde · a2 vit bonde · b2 vit bonde · c2 vit bonde · d2 vit bonde · g2 vit bonde · a1 vit torn · b1 vit springare · c1 vit löpare · d1 vit drottning · f1 vit torn · g1 vit kung | a8 svart torn · b8 svart springare · c8 svart löpare · d8 svart drottning · e8 svart kung · h8 svart torn · a7 svart bonde · b7 svart bonde · c7 svart bonde · f7 svart bonde · h7 svart bonde · d6 svart löpare · f6 svart springare · d5 vit bonde · e5 vit springare · c4 vit löpare · f4 svart bonde · g4 svart bonde · h4 vit bonde · a2 vit bonde · b2 vit bonde · c2 vit bonde · d2 vit bonde · g2 vit bonde · a1 vit torn · b1 vit springare · c1 vit löpare · d1 vit drottning · f1 vit torn · g1 vit kung | a8 svart torn · b8 svart springare · c8 svart löpare · d8 svart drottning · e8 svart kung · h8 svart torn · a7 svart bonde · b7 svart bonde · c7 svart bonde · f7 svart bonde · h7 svart bonde · d6 svart löpare · f6 svart springare · d5 vit bonde · e5 vit springare · c4 vit löpare · f4 svart bonde · g4 svart bonde · h4 vit bonde · a2 vit bonde · b2 vit bonde · c2 vit bonde · d2 vit bonde · g2 vit bonde · a1 vit torn · b1 vit springare · c1 vit löpare · d1 vit drottning · f1 vit torn · g1 vit kung | a8 svart torn · b8 svart springare · c8 svart löpare · d8 svart drottning · e8 svart kung · h8 svart torn · a7 svart bonde · b7 svart bonde · c7 svart bonde · f7 svart bonde · h7 svart bonde · d6 svart löpare · f6 svart springare · d5 vit bonde · e5 vit springare · c4 vit löpare · f4 svart bonde · g4 svart bonde · h4 vit bonde · a2 vit bonde · b2 vit bonde · c2 vit bonde · d2 vit bonde · g2 vit bonde · a1 vit torn · b1 vit springare · c1 vit löpare · d1 vit drottning · f1 vit torn · g1 vit kung | a8 svart torn · b8 svart springare · c8 svart löpare · d8 svart drottning · e8 svart kung · h8 svart torn · a7 svart bonde · b7 svart bonde · c7 svart bonde · f7 svart bonde · h7 svart bonde · d6 svart löpare · f6 svart springare · d5 vit bonde · e5 vit springare · c4 vit löpare · f4 svart bonde · g4 svart bonde · h4 vit bonde · a2 vit bonde · b2 vit bonde · c2 vit bonde · d2 vit bonde · g2 vit bonde · a1 vit torn · b1 vit springare · c1 vit löpare · d1 vit drottning · f1 vit torn · g1 vit kung | 1 |
|   | a | b | c | d | e | f | g | h |   |

Rice Gambit är en schacköppning som uppskommer från Kungsgambit Accepterad. 
Huvudvarianten , i vilken är tvingad (forcerad, svart är tvungen att spela en viss dragföljd för att inte förlora eller tappa material) är:
1.e4 e5 2. f4 exf4 3. Nf3 g5 4. h4 g4 5. Ne5 
sedan följer de tvingade (forcerade) dragen 
5 ...Nf6 6.Bc4 d5 7.exd5 Bd6 8. O-O Bxe5 9. Re1 Qe7 10. c3
Nu har svart ca 5 drag att välja på. Huvudfortsättningen (den variant som oftast spelas, p.g.a. att den är stark) är nu 
10 ...Nh5 11. d4 Nd7 och vit kan välja mellan 12. Bb5 och 12. dxe5.
Rice Gamit är en subvariant av Kieseritsky varianten av Kungsgambit. Rice Gambit har sitt namn efter en schackintresserad millionär vilken arrangerade en tema-turnering i början av 1900-talet där några av världens då starkaste spelare: Bland andra  Emanuel Lasker, Mikhail Chigorin, Carl Schlechter, Frank Marshall och David Janowski, deltog. En av anledningarna var att testa variantens sundhet (bäst för vit eller svart).